# Серп и Молот (Тульская область)
Серп и Молот — поселок в муниципальном образовании город Ефремов Тульской области.

## География
Находится в юго-восточной части Тульской области у юго-западной окраины города Ефремов, административного центра округа.

## История
В конце 1930-х годов поселок уже существовал как совхоз (скотоводческий).

## Население
Постоянное население составляло 113 человек (русские 99 %) в 2002 году, 112 в 2010.